# 箬岙村

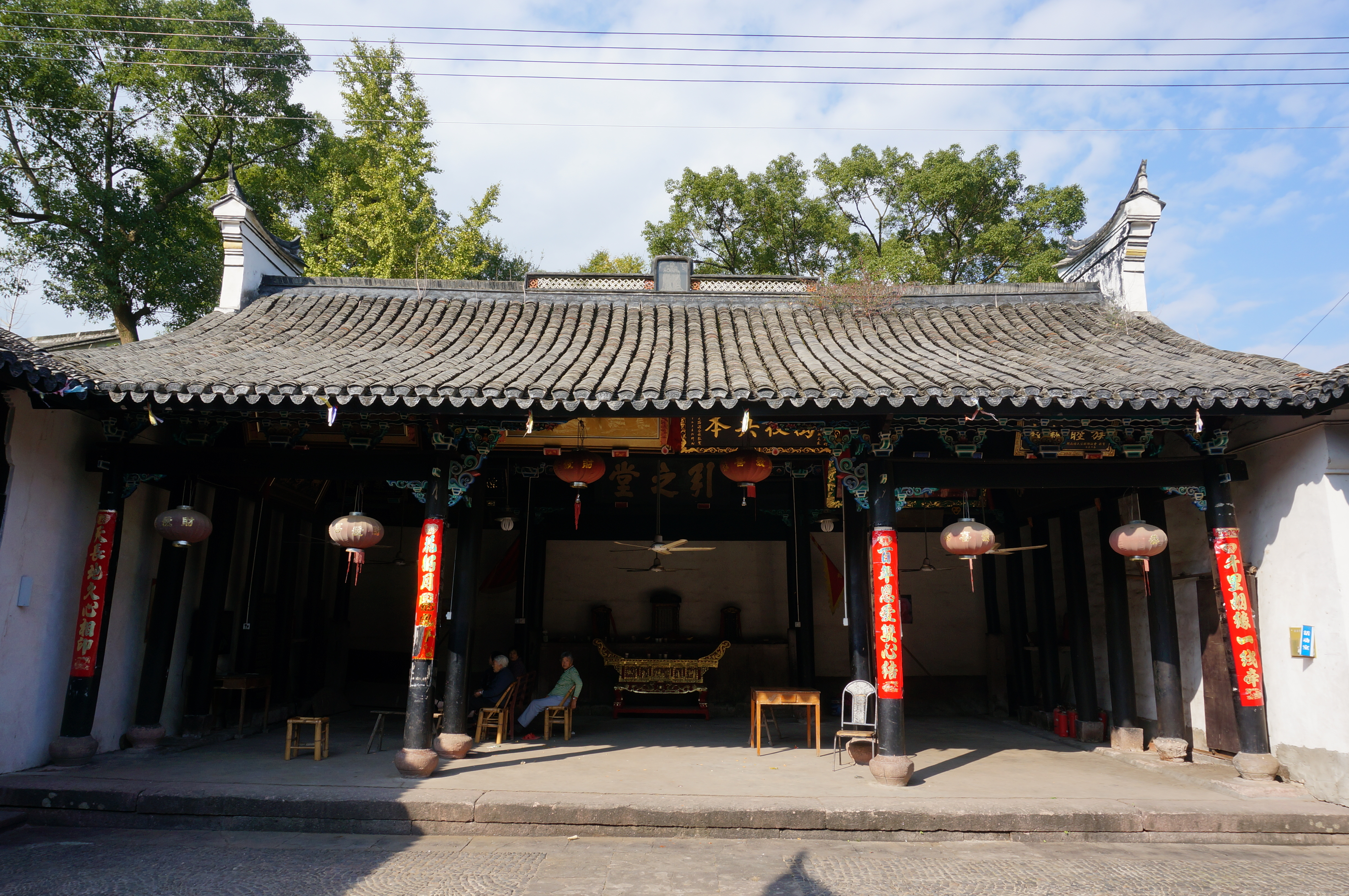
褚氏宗祠，2015年10月

箬岙村旧称“东城”，为位于中国浙江省宁波市宁海县一市镇的一个褚姓聚居村落，位于镇区南部约2公里处，三面环山，东濒三门湾。村落始建于明永乐元年（1403），最早的居民为自牛台村迁入，现有居民约200户。村中主要古建筑有老城墙基（该村历史上曾筑城以抵御倭寇，今已无存）、城门桥、褚氏宗祠引之堂、植桂书院、镇宁庙（宁海县文物保护单位）、三友堂和道地门楼等，大多建造或修缮于清中期以后，此外村中有舞狮、元宵迎灯等非物质文化遗产。2015年入选宁波市第三批市级历史文化名村，2016年入选第四批中国传统村落。